# 近隣諸国条項
近隣諸国条項（きんりんしょこくじょうこう）とは、日本国の教科用図書検定基準に定められている「近隣のアジア諸国との間の近現代の歴史的事象の扱いに国際理解と国際協調の見地から必要な配慮がされていること。」という規定のこと。
この規定は、教科用図書検定規則（平成元年文部省令第20号）に基づいて定められている義務教育諸学校教科用図書検定基準（平成元年文部省告示第15号）と高等学校教科用図書検定基準（平成11年文部省告示第96号）にある。いずれも「第3章 各教科固有の条件」の中に規定され、義務教育諸学校については［社会科（「地図」を除く）］の中に、高等学校（準用される各学校を含む）については、［地理歴史科（「地図」を除く）］ の中に定めた。

## 経緯
1982年（昭和57年）6月26日に、文部省（現在の文部科学省）による1981年度（昭和56年度）の教科用図書検定について、「高等学校用の日本史教科書に、中国・華北への『侵略』という表記を『進出』という表記に文部省の検定で書き直させられた」という日本テレビ記者の取材をもとにした記者クラブ加盟各社の誤報が発端となり、中華人民共和国・大韓民国が抗議して外交問題となった。（第一次教科書問題）
1982年（昭和57年）8月26日に、日本政府は、『「歴史教科書」に関する宮沢喜一内閣官房長官談話』を出して決着を図り、その談話では、その後の教科書検定（教科用図書検定）に際して、文部省におかれている教科用図書検定調査審議会の議を経て検定基準（教科用図書検定基準）を改めるとされていた。
文部省内においては、1982年（昭和57年）11月16日に教科用図書検定調査審議会から答申が出され、1982年（昭和57年）11月24日に文部大臣（現在の文部科学大臣）が、規定を新しく追加する教科用図書検定基準の改正を行った。
なお、発端となった報道は、対象の実教出版教科書の表記が元々「侵略」ではなく、誤っていた。中国部分について該当書き換えがあったのは東京書籍の「侵略」「侵入」書き換えや「侵略」「軍事行動」書き換えなどであった。「侵略」「進出」書き換えについても帝国書院のものにあったが、歴史分野における教科用図書検定では、個別の教科書ごとに全体的な記載の調和がとれることが期待されることから、教科書内の用語使用に言及する改善意見（現在の「検定意見」の1部分に相当）もあり、「侵略」を「進出」に統一するように改善意見がついたものであった。但し、当時の国会でも「それでは何でドイツや蒙古は『侵略』で改善意見もつけず、日本についてのみ『進出』と改める改善意見をつけたのか」と追及されている。
近隣諸国条項の追加により、歴史分野の教科用図書検定においては、日本の侵略・進出などの記載について、以前より綿密に審査を行うこととされた。また、日本国内における意見としては、この規定の存在が中国や韓国などからの激しい内政干渉を誘発しているというものと、この規定の活用が不十分であるのでもっと積極的に活用するべきであるというものが見られるようになった。
2013年（平成25年）4月24日、自由民主党教育再生実行本部特別部会（部会主査・萩生田光一）は「改正教育基本法には『他国に敬意を払う』という趣旨の記述があり、本条項はその役割を終えた」として見直しを行なう事を決めた。しかしその後も改定されることはなく2024年現在もこの条項は存在している。

## 問題点
教科書の記載に関して国際的な客観性を担保できるような基準を設けることは、国家間の歴史認識の溝を埋める点で好ましいという意見もある。一方で、「近隣諸国との外交関係に配慮する」と言う政治的理由で、世界百数十ヶ国の中でたった3ヶ国でしかない、中国・韓国・北朝鮮の主観に基づく歴史観に迎合するような制度が、果たして国際的な客観性を担保できるような基準を設けることになるのか大いに疑問であるとする見解もある。また、近隣諸国である中国・韓国・北朝鮮の教科書作成に関し同様の規定がないことを問題とする見解もある。またこの条項を利用した外交干渉も懸念される。